# Enough Rope
Enough Rope was de eerste dichtbundel van de Amerikaanse dichter Dorothy Parker, gepubliceerd in 1926. Met een verkoop van 47.000 exemplaren en lovende recensies, vestigde het boek Parkers reputatie als getalenteerde schrijver. The Nation prees haar verzen als doordrenkt met een pittige humor, ruw van desillusie, en getekend door een opvallende zwarte authenticiteit. Hoewel sommige critici, waaronder die van The New York Times, het als Flapper-verse afwezen, droeg het bij aan Parkers bekendheid vanwege haar sprankelende geestigheid. Het boek bevat haar populaire gedichten Résumé en One Perfect Rose. Ze wijdde het boek aan Elinor Wylie, een populaire dichter uit die tijd.